# Rutland (Illinois)
Rutland – wieś w Stanach Zjednoczonych, w stanie Illinois, w hrabstwie LaSalle.